# کلاوس کلاوسن
کلاوس کلاوسن (آلمانی: Claus Clausen؛ ۱۵ اوت ۱۸۹۹ – ۲۵ نوامبر ۱۹۸۹) بازیگر اهل آلمان بود.
از فیلم‌ها یا برنامه‌های تلویزیونی که وی در آن نقش داشته‌است می‌توان به جبهه غرب ۱۹۱۸ و رسوایی اوا اشاره کرد.